# 744 Aguntina
A 744 Aguntina (ideiglenes jelöléssel 1913 QW) a Naprendszer kisbolygóövében található aszteroida. Joseph Rheden fedezte fel 1913. február 26-án.